# Шебештьєн Тіноді
Шебештьєн Тіноді (угор. Tinódi Lantos Sebestyén; 1510, Тінод — 1556, Шарвар) — поет, автор пісень і лютнист. Видатний представник угорської епічної поезії свого часу, один з останніх мандрівних бардів.

## Біографія

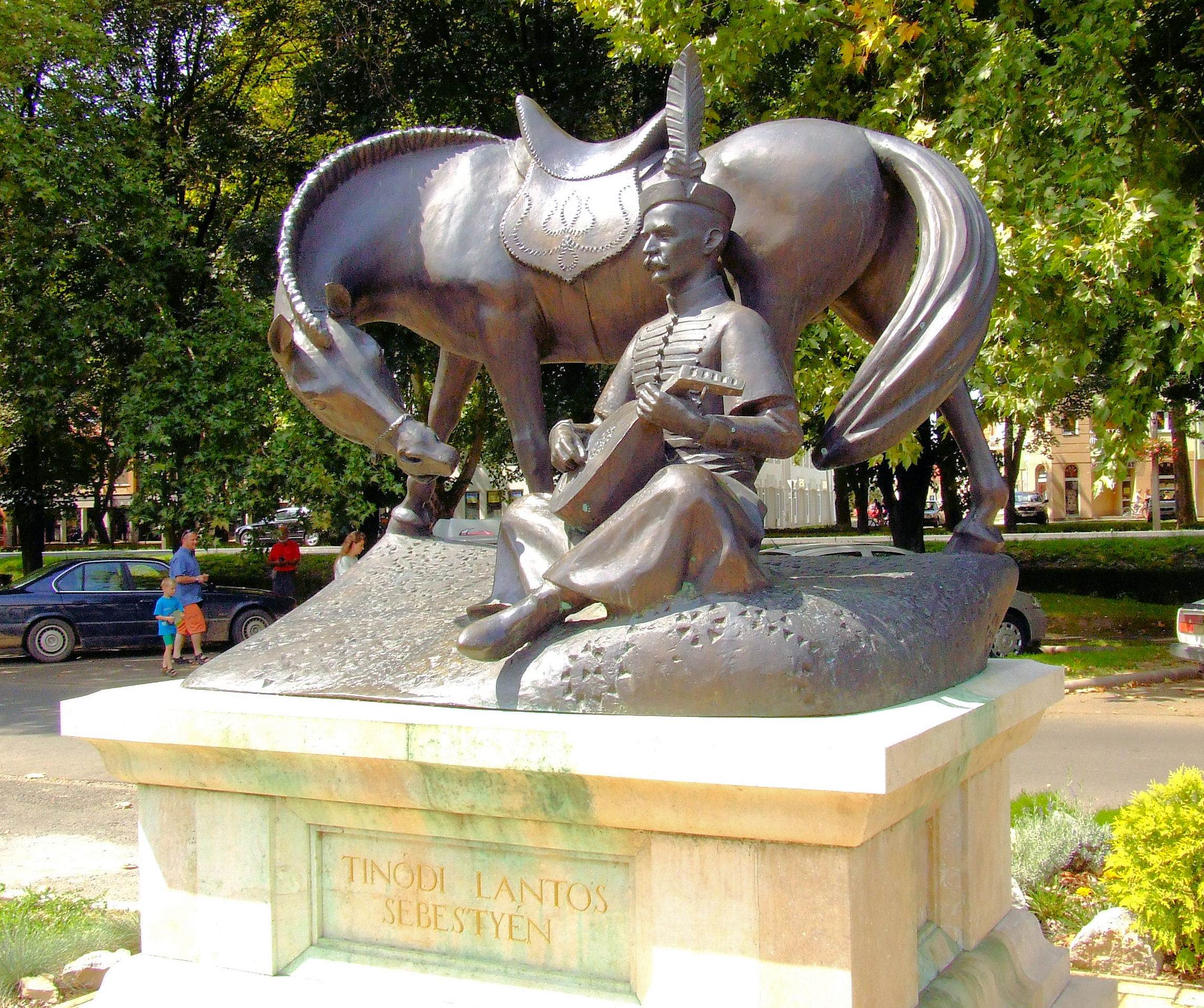
Пам'ятник Тіноді

Шебештьєн Тіноді був родом з купецької сім'ї та навчався грамоти у школі. Умів читати латиною і знав цифри. Ймовірно, він перебував на службі у Балінта Терека, знаменитого учасника Могачськой битви. Тіноді перебував при дворі Терека в Сігетварі до 1541. Захоплення Буди і розгром його пана підвели риску колишнє життям Тіноді. З цього моменту він почав писати політичні вірші. У них Тіноді наполягав на необхідності об'єднаної і рішучої боротьби проти турків. З розширенням територій, окупованих турками, Тіноді переселився до Кошиців, де обзавівся сім'єю. Звідти він виїжджав на політичні зібрання і поля битв. Свої враження він викладав у віршованій формі, акомпануючи собі на лютні. У віддалених місцях саме з його пісень народ отримував інформацію про події, що відбуваються.
У 1545 на народному сході в Трнаві Тіноді познайомився з палатином Томашем Надашдем і незабаром отримав у нього посаду хроніста з лютнею. У мирні роки з 1546 по 1551 один Тіноді займався обробкою старовинних угорських віршів. Події османського походу 1552 Тіноді знову докладно увічнив у своїх піснях. Він бував у захоплених містах і збирав інформацію до найдрібніших деталей.
Слава Тіноді докотилася і до двору імператора Фердинанда I, який за рекомендацією Надашді присвоїв йому 23 серпня 1553 дворянський титул і герб.
Творча спадщина Тіноді включає 1200 рядків, що за мірками угорської літератури XVI століття відносно мало. В цілому художня якість поезії Тіноді невисока. Прагнення до деталізації в описі подій вело до монотонності. І за життя Шебештьєна Тіноді його твори мали скоріше публіцистичне, ніж поетичне значення.
Тіноді є одним з героїв роману Гези Гардоні «Зірки Егера».